# Circuito das Águas (São Paulo)

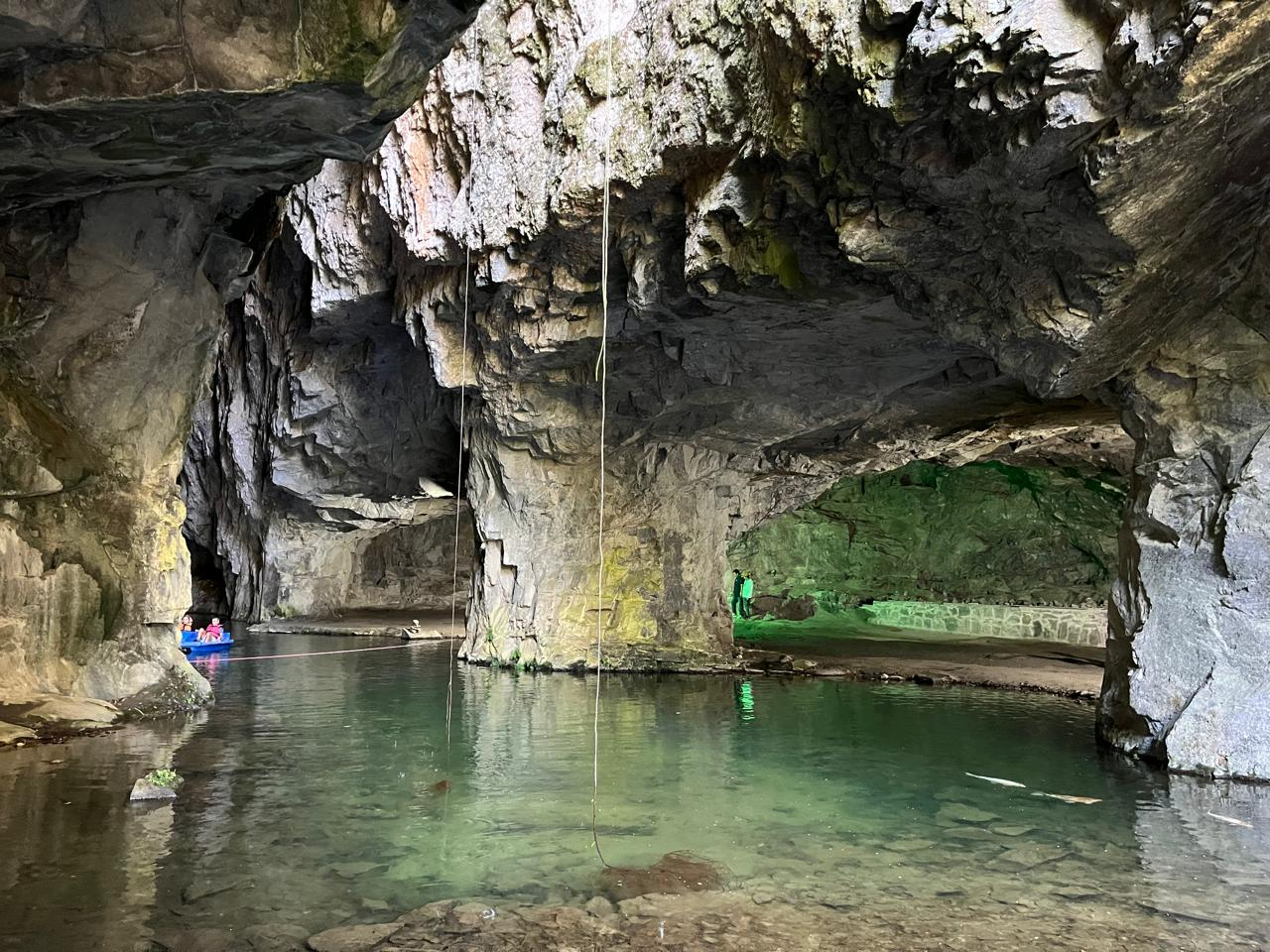
Gruta do Anjo, em Socorro

O Circuito das Águas Paulista é o nome que se dá às regiões onde se localizam estâncias hidrominerais.
O circuito paulista das águas é formado por Serra Negra e outras cidades da região. A cidade de Amparo, também pertencente ao circuito das águas paulista, é conhecida como o Portal do Circuito das Águas Paulista, composto pelas cidades de Amparo, Serra Negra, Lindoia, Águas de Lindóia, Socorro, Monte Alegre do Sul, Jaguariúna, Holambra e Pedreira. Todas essas cidades estão voltadas para o Turismo, e a cidade de Amparo tem uma economia diversificada, sendo também chamada de a Capital Histórica do Circuito das Águas.

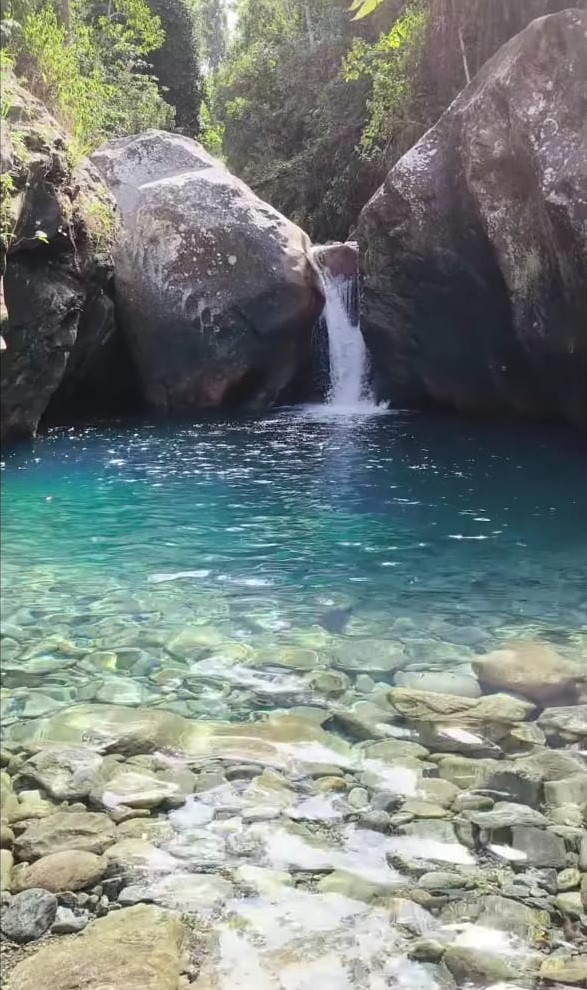
Poço Azul, em Lavrinhas

O estado tem outro circuito, com cidades que são estâncias hidrominerais ou municípios de interesse turístico, tais como Águas da Prata, Águas de Santa Bárbara, Águas de São Pedro, Cabreúva, Capivari, Elias Fausto, Ibirá, Itu, Monte Alegre do Sul, Piracicaba, Pirapora do Bom Jesus, Salto, Santana de Parnaíba e São Pedro. Além disso, há as estâncias climáticas, tais quais Atibaia, Bragança Paulista, Campos do Jordão, Nuporanga, São Bento do Sapucaí e outras. Lavrinhas e Brotas também são conhecidas por suas águas cristalinas, que atraem inúmeros turistas.